# 范正民
范正民（？—？），字子政另有作子正，蘇州吳縣（今江蘇省蘇州市）人。北宋單州團練推官。北宋丞相范純仁長子。范仲淹為其祖父。終年三十二歲（或有作三十三），其父范純仁曾因范正民早逝請求解職。范正民生前著作頗為豐碩，有文集百卷，但因兵火而將所有文集化為灰燼。有子范直彦任朝奉郎。